# Melicope zahlbruckneri
Melicope zahlbruckneri (tiếng Anh thường gọi là Zahlbruckner's Melicope) là một loài thực vật thuộc họ Rutaceae. Đây là loài đặc hữu của quần đảo Hawaii. Chúng hiện đang bị đe dọa vì mất môi trường sống.